# Fillan
Fillan är en tätort som utgör centralort i Hitra kommun i Trøndelag fylke i mellersta Norge. Orten ligger vid Fillfjorden på ön Hitra. Invånarantalet var 525 år 2008.
Efter kommunsammanslagningen av Hitra kommun med Sandstads kommun och Kvenværs kommun 1964 byggdes ett nytt kommunhus i Fillan. Man valde att inte bygga kommunhuset i dåvarande Fillans centrum, utan på ett obebyggt myrområde vid fylkesväg 714. Under de efterföljande åren byggdes en högstadieskola och ett folkets hus i anknytning till kommunhuset. 1977 blev en gymnasieskola byggd tvärs över vägen från högstadieskolan. Från 1980-talet är detta etablerat som Fillans nya centrum, där det har byggts upp en betydande servicenäring. Förutom ett varierande butiksutbud finns här Hitrahallen, tandläkare, brandstation och ett nytt hälsocentrum som bland annat innehåller vårdhem, läkarkontor och terapibad.
Fillans kyrka invigdes 1789, och är den äldsta ännu existerande kyrkan på ön Hitra.

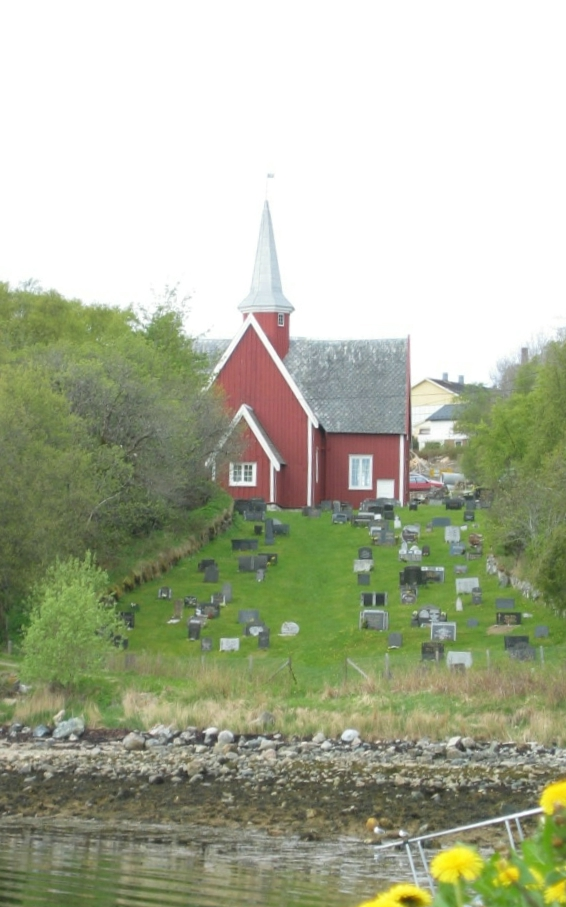
Fillans kyrka